# Protaetia jakli
Protaetia jakli är en skalbaggsart som beskrevs av Olivier Montreuil och Legrand 2008. Protaetia jakli ingår i släktet Protaetia och familjen Cetoniidae. Inga underarter finns listade i Catalogue of Life.